# Rodman Philbrick
Rodman Philbrick (* 1951 in Boston, Massachusetts) ist ein US-amerikanischer Autor, der sowohl Jugend- als auch Erwachsenenromane schreibt.

## Leben
Rodman Philbrick, geboren 1951, wuchs als ältester von vier Brüdern in Rye Beach auf, wo er auch zur Schule ging. 1969 folgte der Highschool-Abschluss an der Portsmouth High School. Er arbeitete unter anderem als Schreiner, Bootsbauer und Hafenarbeiter. Nebenher schrieb er ungefähr zehn Romane, fand aber keinen Verlag, der an einer Veröffentlichung interessiert war. „St. Martins Press“ schloss 1978 schließlich einen Vertrag für sein erstes Buch mit ihm ab. 1980 heiratete er die Autorin Lynn Harnett.

## Werk
Etliche von Philbricks Romanen spielen in Gegenden an der Meeresküste, beispielsweise Slow Dancer, Brothers & Sinners und Freak, zu dem er später eine Fortsetzung verfasste, Max the Mighty. Mit seiner Frau zusammen arbeitet er fortlaufend an einigen Buchserien für junge Leser, während er weiterhin auch Thriller für Erwachsene schreibt.
Rodman Philbrick ist Mitglied der Mystery Writers of America und der Writers Guild of America sowie Eigentümer des Portsmouth Athenaeum.

## Bibliografie
Ins Deutsche übersetzt erschienen:
- Freak. Ravensburger Buchverlag, Ravensburg 1998. ISBN 3-473-35184-9. (Originaltitel: Freak the Mighty, verfilmt als The Mighty)
- Der die Pferde zähmte. Ravensburger Buchverlag, Ravensburg 2001. ISBN 3-473-58157-7. (Originaltitel: The Fire Pony)
- Die Legende vom Ende der Welt. Ravensburger Buchverlag, Ravensburg 2001. ISBN 3-473-34393-5. (Originaltitel: Rem World)
- Der Weg nach Eden. Ravensburger Buchverlag, Ravensburg 2002. ISBN 3-473-35235-7 (Originaltitel: The Last Book in the Universe)
- Im Herzen des Sturms. Ravensburger Buchverlag, Ravensburg 2006. ISBN 3-473-35263-2. (Originaltitel: The Young Man and the Sea)